# Cal Pubill (Porrera)
Cal Pubill és una obra de Porrera (Priorat) inclosa a l'Inventari del Patrimoni Arquitectònic de Catalunya.

## Descripció
Edifici de planta quadrada, bastit de maçoneria i obra, arrebossada i pintat. Consta de planta baixa, dos pisos i golfes, cobert per teulada a dos vessants. A la façana s'obren quatre portes i una finestra a la planta baixa, quatre balcons a cada un dels pisos i una galeria d'onze arcades a les golfes. Cal destacar la portalada, de pedra i un arc rebaixat, amb la data a la clau i restes d'esgrafiats i un rellotge de sol a la façana. L'entrada conserva una llotja de fusta i vidrieres en mal estat.

## Història
Cal Pubill fou una de les principals cases de Porrera. L'edifici conserva, malgrat les modificacions aportades a la planta baixa, un caire senyorívol i és un dels exemples de més qualitat formal de la vila. Des del 1932 és seu de la Cooperativa Agrícola i, darrerament, d'una oficina bancària.